# Politisches System Argentiniens
Das politische System Argentiniens ist in Form einer Präsidialrepublik organisiert. Argentinien ist ein demokratischer Bundesstaat (föderaler Staat) mit starker Stellung des Staatspräsidenten (präsidentielles Regierungssystem) und weitreichender Autonomie der 23 Provinzen und der autonomen Stadt Buenos Aires. So haben die Gliedstaaten jeweils eine eigene, der Bundesverfassung untergeordnete Verfassung und besitzen eigene Exekutiven sowie Legislativen.
Auch die Gerichtsbarkeit wird unterhalb der Bundesebene auch auf Gliedstaatenebene organisiert. Die Verfassung Argentiniens stammt aus dem Jahr 1853.
Die Exekutive hat einen großen Spielraum bei Rechtsverordnungen (Dekreten) und somit auch gesetzgebende Kompetenzen; die Gewaltenteilung ist dadurch eingeschränkt.
Der Präsident ist Staatsoberhaupt und höchstes Exekutivorgan.
Die Legislative hat zwei Kammern: Abgeordnetenkammer (Cámara de Diputados) und Senado de la Nación Argentina. Beide gemeinsam bilden den Nationalkongress.
Traditionell ist das Land eine Parteiendemokratie, die Parteienlandschaft hat sich jedoch in den letzten Jahrzehnten zunehmend zersplittert und wird heute von wechselnden Wahlallianzen geprägt, was auch dadurch begünstigt wird, dass die Wählerstimmen in allen landesweiten Wahlen mit Ausnahme der Präsidentschaftswahlen auf Provinzebene ausgezählt und in Sitze umgerechnet werden und bei Präsidentschaftswahlen Listenverbindungen zugelassen sind. Die traditionellen Volksparteien Unión Cívica Radical (UCR) und Partido Justicialista (PJ) haben seit der Argentinien-Krise einen großen Teil ihres Einflusses verloren und sind intern in mehrere Flügel zerfallen, was die Bildung und den schnellen Aufstieg neuer Parteien begünstigt hat.
Im Demokratieindex 2019 der britischen Zeitschrift The Economist belegt das Land Platz 48 von 167 Ländern und gilt damit als eine „unvollständige Demokratie“. Im Länderbericht Freedom in the World 2017 der US-amerikanischen Nichtregierungsorganisation Freedom House wird das politische System des Landes als „frei“ bewertet.

## Politisches System

### Legislative

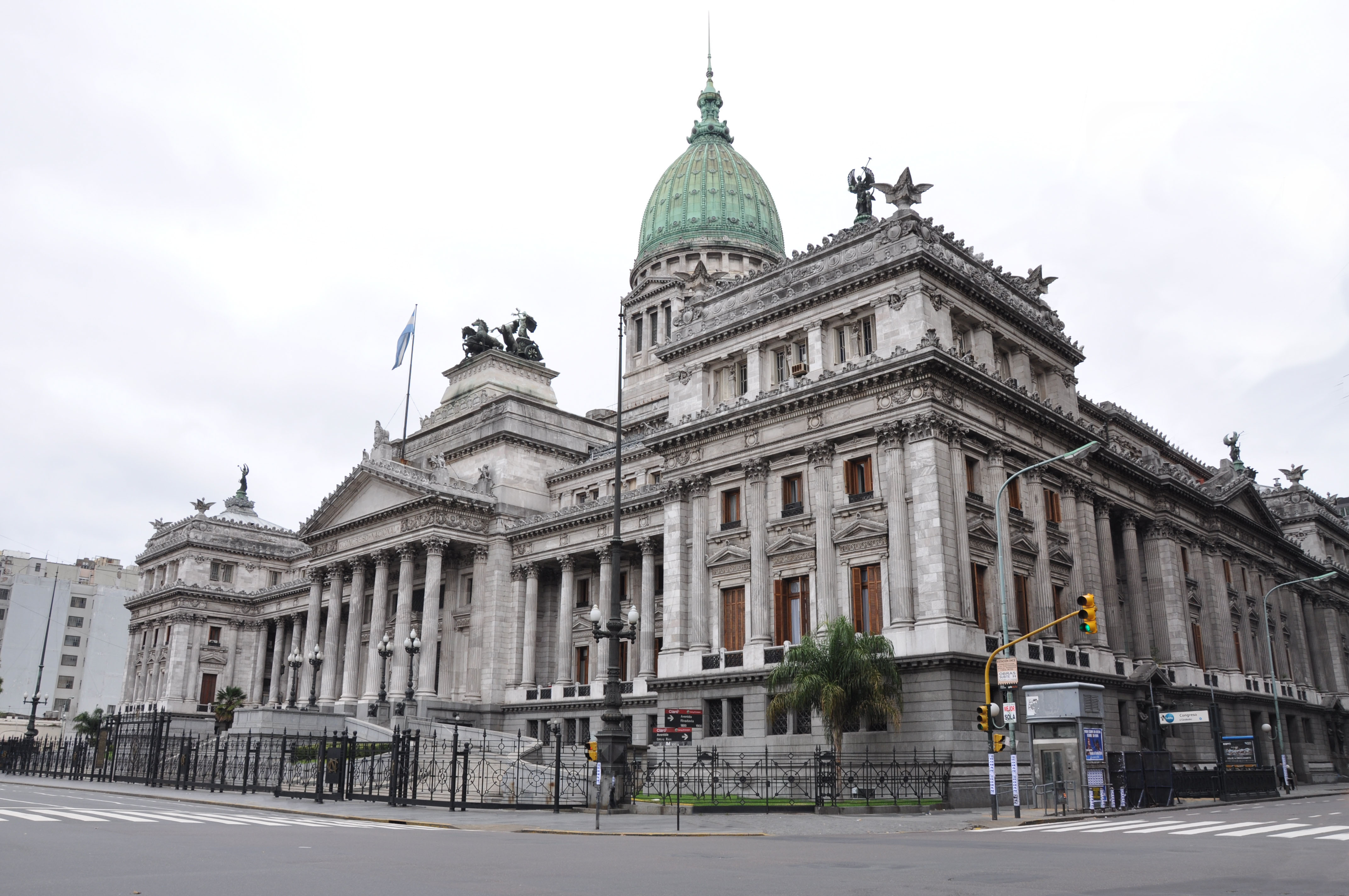
Argentinischer Nationalkongress in Buenos Aires

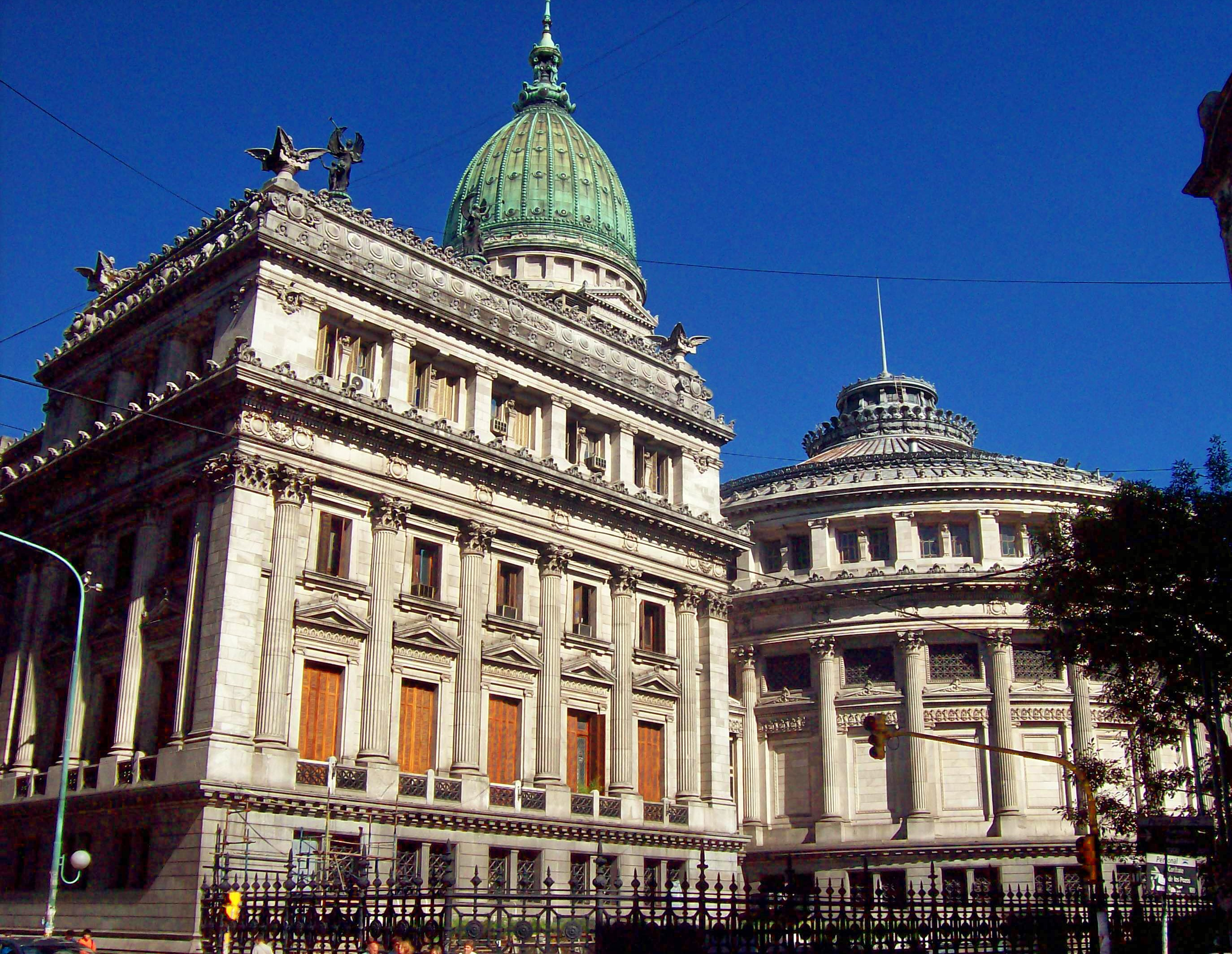
Rückwärtige Front des Kongressgebäudes, rechts das Abgeordnetenhaus

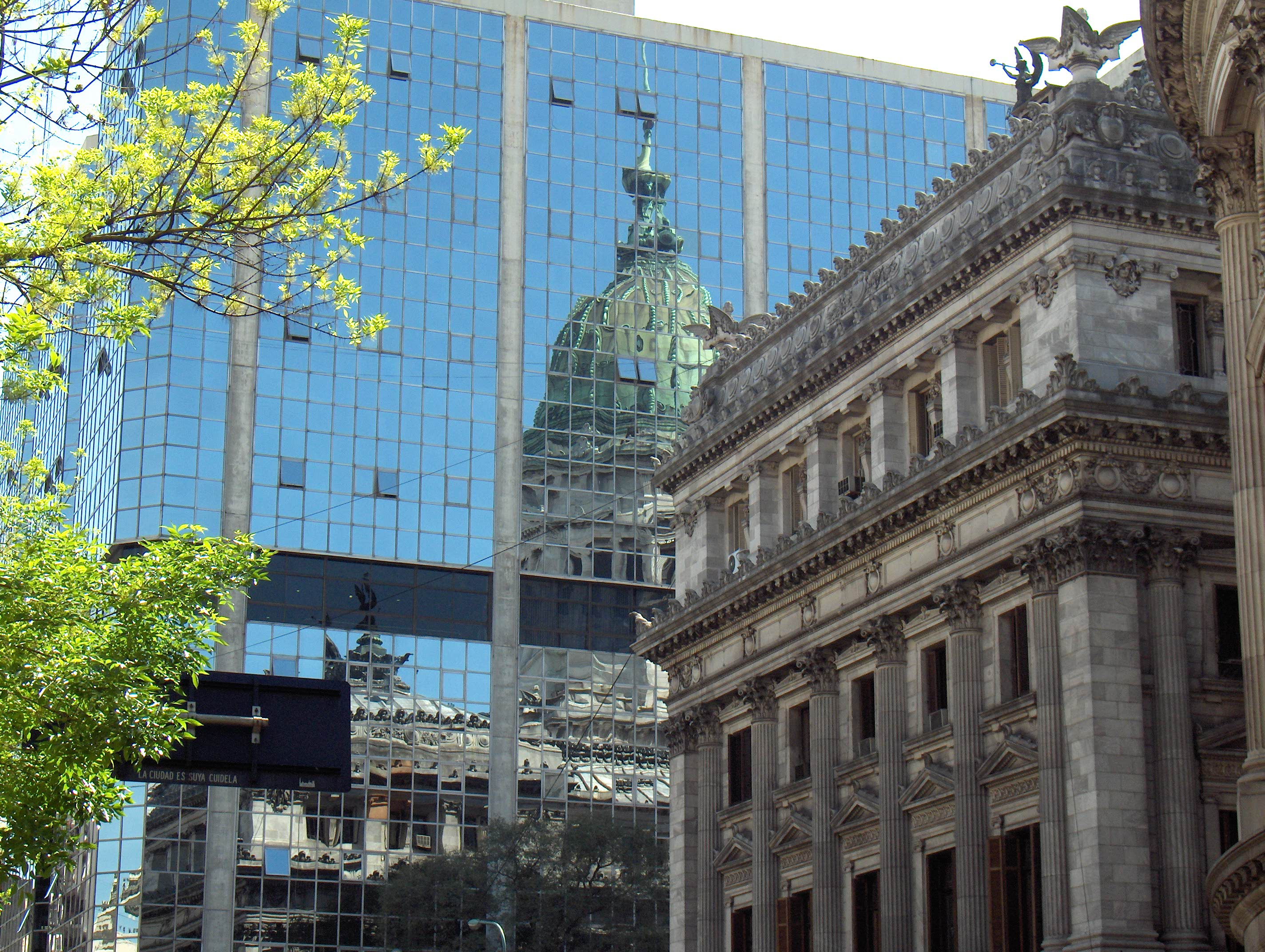
Kongresspalast spiegelt sich im Abgeordneten-Bürogebäude.

Die Legislative auf Bundes- bzw. Nationalebene besteht aus dem Kongress (Congreso de la Nación), der wiederum in zwei Kammern unterteilt ist: der Abgeordnetenkammer (Cámara de diputados) und dem Senat (Senado).
Die Mitglieder beider Häuser werden von der Bevölkerung gewählt. Argentinierinnen erhielten das Wahlrecht 1947 durch den Einfluss von Eva Perón auf ihren Mann, den Präsidenten Juan Perón. Der Sitz von Abgeordnetenhaus und Senat ist der Kongresspalast in Buenos Aires.
Die wichtigsten Aufgaben des Kongresses sind:
- Steuergesetzgebung (direkte und indirekte Steuern)
- Staatskredite
- Kontrolle über den Staatshaushalt
- Genehmigung von Staatsverträgen

Die Gesetzgebung verläuft ähnlich dem System in den Vereinigten Staaten. Es bedarf der Gegenzeichnung des Präsidenten, um für im Kongress bewilligte Vorhaben Gesetzeskraft zu erlangen. Wird die Unterschrift für das ganze Vorhaben oder nur teilweise verweigert, so bedarf es einer Zweidrittelmehrheit in beiden Kammern des Kongresses, um dieses Veto zu überstimmen.
Scheitert ein Gesetzesvorhaben in einer Parlamentskammer, so kann es im laufenden Geschäftsjahr nicht mehr in dieser Kammer eingebracht werden.

#### Abgeordnetenkammer
Die Abgeordnetenkammer (Cámara de diputados), bestehend aktuell aus 257 Parlamentariern, repräsentiert die Interessen des argentinischen Volkes in seiner Gesamtheit. Die Abgeordneten werden in den nationalen Gliederungen per Verhältniswahl gewählt. Die Wahlkreise werden über die Provinzen aufgeteilt. Ein Abgeordneter entspricht etwa 33.000 Einwohnern, wobei die untere Grenze auf mindestens 16.500 Einwohner festgesetzt ist. Eine Bevölkerungszählung findet mindestens alle 10 Jahre statt, um die Wahlkreise den jeweils aktuellen Gegebenheiten anzupassen. Alle zwei Jahre wird die Hälfte der Abgeordneten neu gewählt, wodurch sich eine Legislaturperiode von vier Jahren für einen Abgeordneten ergibt. Es existiert keine Begrenzung der erlaubten Legislaturperioden für einen Abgeordneten. Um als Abgeordneter wählbar zu sein, muss ein Mindestalter von 25 Jahren vorliegen. Weiterhin bedarf es der argentinischen Staatsbürgerschaft sowie dem festen Wohnsitz seit mindestens zwei Jahren in dem Wahlkreis, für den das passive Wahlrecht beantragt wird.
Die Abgeordnetenkammer hat die exklusive gesetzgebende Kompetenz im Steuerrecht und bei der Aufstellung der Truppen sowie geteilt mit Senat und Exekutive in nahezu allen anderen Rechtsbereichen. Zudem werden von ihr diejenigen Gesetze angenommen oder abgelehnt, die durch Volksinitiativen eingebracht werden; umgekehrt hat sie auch das Recht, die Approbation bestimmter Gesetze an eine Volksbefragung (consulta popular) zu binden oder diese rein konsultativ einzusetzen.
Weiterhin kann sie ein Amtsenthebungsverfahren (sogenannter juicio político, span. für politischer (Gerichts)prozess, vergleichbar mit dem Impeachment) gegen Präsident, Vizepräsident, Kabinettschef, beliebige Minister sowie die Mitglieder des Obersten Gerichtshofs einleiten, das dann vom Senat angenommen werden muss.
Die Sitzverteilung auf die Provinzen und die Autonome Stadt Buenos Aires (zwischen 5 und 70 Sitzen pro Provinz) wird laut Verfassung bei jeder landesweiten Volkszählung neu bestimmt, dabei darf auch bei Rückgang der Bevölkerungszahl in einzelnen Provinzen in keinem Fall die Sitzanzahl verringert werden.
Wegen zwei Defekten dieses Systems unterscheidet sich das Stimmgewicht des einzelnen Wählers je nach Provinz stark. Die heutige Sitzanzahl basiert noch auf der Volkszählung von 1980; sie wurde seit 1983 nicht verändert. Seither wuchs die Einwohnerzahl der einzelnen Provinzen unterschiedlich. Eine weitere Verzerrung entsteht durch das Minimum von 5 Abgeordneten, die jeder Provinz zustehen. Die Zahl der Abgeordneten wird erst ab 500.000 Einwohnern erhöht; die kleinste Provinz Tierra del Fuego hat nur 127.000 Einwohner.
Die Verteilung der Sitze auf die Provinzen und das Stimmgewicht:
| Provinz                     | Anzahl Sitze | Einwohner (2008) | Einwohner pro Abgeordneter |
| --------------------------- | ------------ | ---------------- | -------------------------- |
| Buenos Aires                | 70           | 15.052.177       | 218.147                    |
| Autonome Stadt Buenos Aires | 25           | 3.042.581        | 121.703                    |
| Catamarca                   | 5            | 388.416          | 77.683                     |
| Chaco                       | 7            | 1.052.185        | 150.312                    |
| Chubut                      | 5            | 460.684          | 92.136                     |
| Córdoba                     | 18           | 3.340.041        | 185.558                    |
| Corrientes                  | 7            | 1.013.443        | 144.778                    |
| Entre Ríos                  | 9            | 1.255.787        | 139.532                    |
| Formosa                     | 5            | 539.883          | 107.977                    |
| Jujuy                       | 6            | 679.975          | 113.323                    |
| La Pampa                    | 5            | 333.550          | 66.710                     |
| La Rioja                    | 5            | 341.207          | 68.241                     |
| Mendoza                     | 10           | 1.729.660        | 172.966                    |
| Misiones                    | 7            | 1.077.987        | 153.998                    |
| Neuquén                     | 5            | 547.742          | 109.548                    |
| Río Negro                   | 5            | 597.476          | 119.592                    |
| Salta                       | 7            | 1.224.022        | 174.860                    |
| San Juan                    | 6            | 695.640          | 115.940                    |
| San Luis                    | 5            | 437.544          | 87.509                     |
| Santa Cruz                  | 5            | 225.920          | 45.184                     |
| Santa Fe                    | 19           | 3.242.551        | 170.661                    |
| Santiago del Estero         | 7            | 865.546          | 123.649                    |
| Tierra del Fuego            | 5            | 126.212          | 25.242                     |
| Tucumán                     | 9            | 1.475.384        | 163.932                    |

#### Senat
Der Senat besteht aus 72 Mitgliedern (3 pro Provinz und 3 für die Autonome Stadt Buenos Aires) und repräsentiert die Interessen der Provinzen. Die Abgeordneten des Senats werden per Mehrheitswahl gewählt. Die Partei, die bei den Senatswahlen in einer Provinz die meisten Stimmen erhält, kann zwei Senatoren entsenden. Die zweitstärkste Partei erhält einen Senatorensitz. Alle zwei Jahre wird ein Drittel der Senatoren neu gewählt. Im Gegensatz zum System im deutschen Bundesrat, in dem die einzelnen Länder anhand ihrer Bevölkerungsstärke Stimmenpakete erhalten, hat jeder Senator eine Stimme, die jeweils frei verwendet werden kann. Um das passive Wahlrecht zum Senator zu erhalten, müssen folgende Voraussetzungen vorliegen (Art. 55 der Verfassung):
- Mindestalter: 30 Jahre
- Mindestens sechs Jahre argentinische Staatsbürgerschaft
- Seit mindestens zwei Jahren Bewohner der Provinz, in der das passive Wahlrecht ausgeübt werden soll

Des Weiteren schreibt die Verfassung ein jährliches Einkommen von 2000 Pesos fuertes (eine historische Geldeinheit) vor, dieser Passus wird jedoch de facto nicht angewendet.
Eine Wiederwahl nach Ablauf der Amtszeit ist unbegrenzt möglich.
Neben der Absegnung der Gesetzesinitiativen aus der Abgeordnetenkammer, die der Abstimmung durch ihn bedürfen, gehen vom Senat die Initiativen im Bezug auf das Gesetz zur Verteilung der Steuereinnahmen auf die Provinzen (Ley convenio del régimen de coparticipación federal) und anderer Gesetze, die Interessen der Provinzen selbst tangieren. Weiterhin bedürfen bestimmte Initiativen des Präsidenten seiner Zustimmung: die Ausrufung des Ausnahmezustandes und die Ernennung sogenannter bevollmächtigter Minister mit Sonderrechten (ministros plenipotenciarios), Bundesrichter, Geschäftsbeauftragter (encargados de negocios) und hoher Offiziere der Streitkräfte.
Dem Senat steht der Vizepräsident vor, der auch als Senatspräsident bezeichnet wird. Dieser hat jedoch nur dann Stimmrecht, wenn eine Abstimmung unentschieden ausgeht, ansonsten beschränkt sich seine Rolle auf Vermittlungsaufgaben mit der Regierung.

### Exekutive

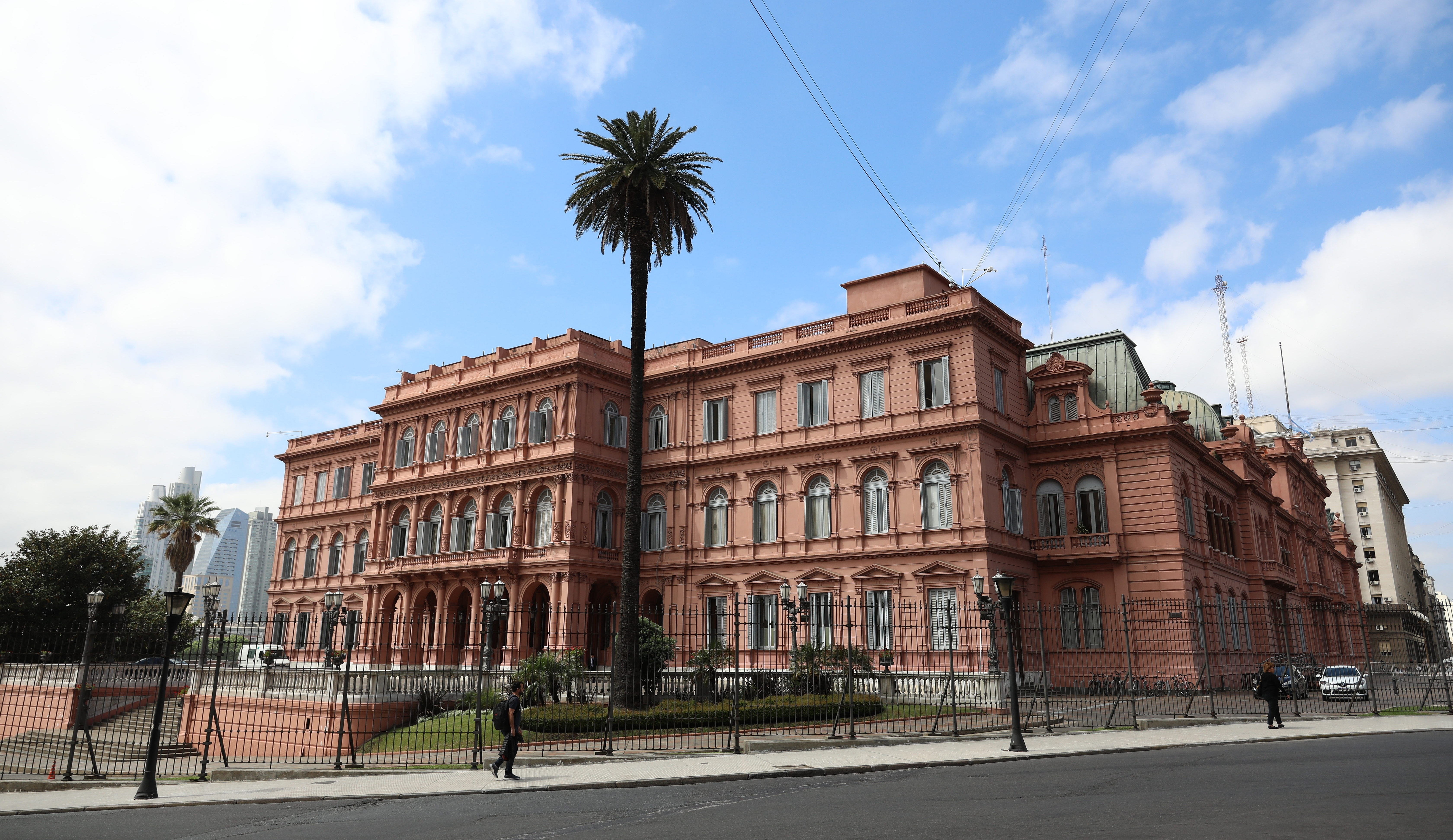
Der Präsidentenpalast, die Casa Rosada, auf der Plaza de Mayo in Buenos Aires

Die Exekutive Poder Ejecutivo de la Nación (PEN) besteht laut der Verfassung von 1853 formell aus dem Präsidenten (Presidente de la Nación). Er ist damit der Regierungschef. Von ihm wird das Ministerkabinett inklusive des Kabinettchefs (Jefe de Gabinete) ernannt, die aber von der Verfassung nicht als Teil der Exekutive verstanden werden (die Bezeichnungen Poder Ejecutivo de la Nación und Presidente de la Nación werden dort synonym verstanden), staatsrechtlich jedoch ebenfalls der Exekutive zugerechnet werden können. Nach vorherrschender Meinung ist der argentinische Präsident sowohl Staatsoberhaupt als auch Regierungschef. Der Staatspräsident wird direkt von der Bevölkerung gewählt. Abgesetzt werden kann der Präsident nur durch ein Amtsenthebungsverfahren (juicio político), das von beiden Kammern des Kongresses mit Zwei-Drittel-Mehrheit angenommen werden muss. Der Präsident ist zugleich Oberbefehlshaber der Streitkräfte (Commander in Chief). Der derzeitige Präsident, Javier Milei, ist seit Dezember 2023 im Amt.
Neben den normalen Regierungsverordnungen hat die Exekutive das Recht, in außergewöhnlichen Situationen, in denen der reguläre Gesetzgebungsweg nicht eingehalten werden kann, in Absprache zwischen Präsident, Kabinettschef und den Ministern Notverordnungen (Dekrete) mit Gesetzesrang auszusprechen, die sogenannten Decretos de Necesidad y Urgencia (DNU). Sie sind auf die Bereiche außerhalb des Strafrechts, Steuerrechts, der Wahlgesetzgebung und des Parteienrechts beschränkt. Da die Kriterien, wann eine Notsituation vorliegt, nicht genau geregelt sind, wird dieses Instrument auch außerhalb von Krisensituationen häufig genutzt. Besonders Néstor Kirchner, Eduardo Duhalde und Carlos Menem machten davon ausgiebig Gebrauch, während Raúl Alfonsín und Cristina Fernández de Kirchner (bis 2011) das DNU weit weniger nutzten. Die DNU können zwar vom Kongress zurückgewiesen werden, dafür ist jedoch eine absolute Mehrheit in beiden Kammern erforderlich, und bis zur Entscheidung im Kongress behalten sie ihren Gesetzesrang.
Eine Sonderstellung hat der Kabinettschef inne. Dieser steht dem Kabinett vor und übernimmt teilweise Funktionen des Regierungschefs, so dass Argentinien als ein zumindest formell semipräsidentielles Regierungssystem bezeichnet werden kann. Der Kabinettschef ist politisch dem Kongress verantwortlich und kann von diesem durch gleichzeitige absolute Mehrheit im Abgeordnetenhaus und Senat abgesetzt werden. Das Machtgefälle zwischen Präsident und Kabinettchef ist jedoch beträchtlich, da der Kabinettschef nur ausführende und beratende Kompetenzen innehat und vom Präsidenten jederzeit abberufen werden kann.
Ein weiteres Amt ist das der ministros plenipotenciarios (etwa bevollmächtigte Minister), zu denen jeder Minister vom Präsidenten ernannt werden kann. Diese verfügen über Sonderrechte, sind aber ebenfalls dem Kongress politisch verpflichtet und können von diesem mit absoluter Mehrheit in beiden Kammern abgesetzt werden.
Der Vizepräsident übt die Exekutive vertretungsweise während der Abwesenheit, Krankheit oder Tod des Präsidenten aus, gehört aber ansonsten als Präsident des Senats der Legislative an.
Die Kabinettsmitglieder können an Debatten im Kongress teilnehmen, haben allerdings kein Stimmrecht. Die Tätigkeit als Kabinettsmitglied ist mit einem Mandat als Abgeordneter oder als Senator unvereinbar. Der Kabinettschef kann mit einer absoluten Mehrheit in Abgeordnetenhaus und Senat oder durch den Präsidenten aus dem Amt entfernt werden.
Laut Verfassung sind die Kabinettsmitglieder nicht Teil der Exekutive und haben größtenteils beratende Funktion. Zu ihren Aufgaben gehört auch die Ausführung von Weisungen des Präsidenten.
Das Ministerkabinett der Regierung Milei (Stand: Dez 2023) besteht aus folgenden Ressorts:
- Jefe de Gabinete (Kabinettschef)
- Ministerio de Economía (Wirtschaftsministerium)
- Ministerio del Interior (Innenministerium)
- Ministerio de Capital Humano (Ministerium für Humankapital)
- Ministerio de Salud (Gesundheitsministerium)
- Ministerio de Relaciones Exteriores (Außenministerium)
- Ministerio de Seguridad (Ministerium für Sicherheit)
- Ministerio de Defensa (Verteidigungsministerium)
- Ministerio de Infraestructura (Ministerium für Infrastruktur)
- Ministerio de Justicia (Ministerium für Justiz)

### Judikative

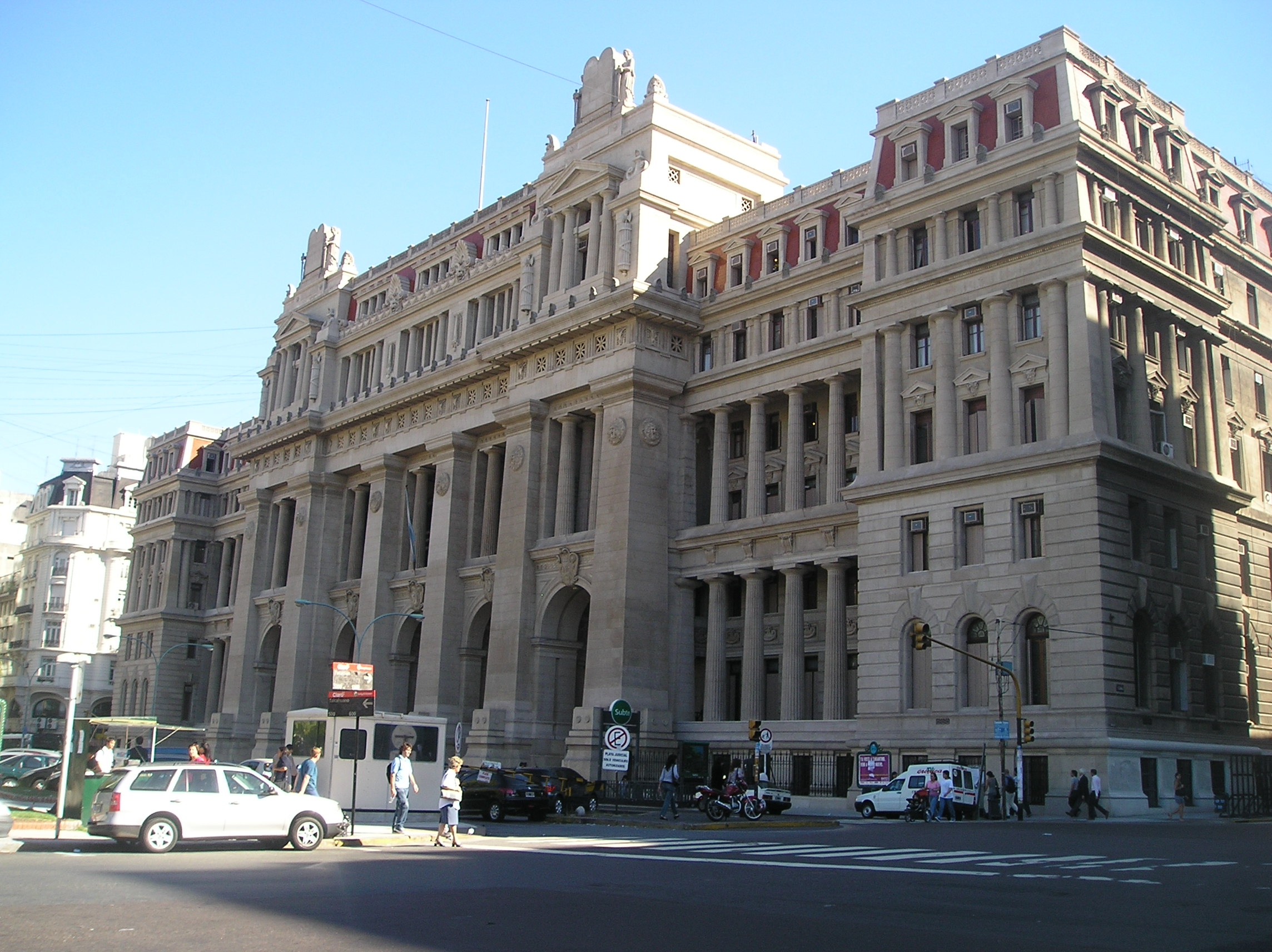
Hauptgebäude des Obersten Gerichtshofes Argentiniens

Die Bundesjustiz (Justicia federal) besitzt als höchstes landesweites Organ den Obersten Gerichtshof (Corte Suprema de la Nación Argentina), der seit dem 15. Januar 1863 existiert, weiterhin sind 17 Bundesgerichtsbezirken eingerichtet, denen jeweils ein Gebiet zugeteilt ist, für dessen Fälle sie zuständig sind, und den Consejo de la Magistratura, der die Bundesjustiz selbst verwaltet und die Richter wählt.
Die Bundesjustiz ist in folgenden Fällen zuständig:
- bei Verfassungsfragen und Fällen, die Bundesgesetze betreffen; der oberste Gerichtshof kann Gesetze auf Verfassungskonformität hin überprüfen
- bei Fällen, die internationale Verträge betreffen oder bei denen einer der Teilnehmer ausländischen Vertretungen angehört (Konsuln und Botschafter)
- bei Fällen, bei denen einer der Bundesminister Teilnehmer ist
- bei Fällen, die sich aus einem Konflikt zwischen mehreren Provinzen untereinander, einer Provinz und Einwohnern anderer Provinzen, einer Provinz und den eigenen Einwohnern sowie zwischen Provinzen, ihrer Einwohner und ausländischen Akteuren ergeben.
- bei Berufungsverfahren.

In allen anderen Fällen ist die Provinzjustiz zuständig.
Insgesamt besteht der oberste Gerichtshof aus 9 Mitgliedern (Präsident, Vizepräsident sowie 7 weitere Richter). Die Voraussetzungen für das Richteramt entsprechen denen eines Senators. Hinzu kommt, dass eine einschlägige Ausbildung sowie mindestens 8 Jahre Berufserfahrung vorgewiesen werden müssen.
Die Richter am obersten Gerichtshof werden vom Präsidenten vorgeschlagen. Nach einer Anhörung, die der Öffentlichkeit zugänglich gemacht werden muss, wird die Kandidatur in aller Regel in der Gesellschaft diskutiert. Hier beteiligen sich neben der Bevölkerung die Medien des Landes, Menschenrechtsgruppen, Akademische Kreise sowie zahlreiche NGOs. Nach diesem Vorgang wird der Präsident dem Senat seinen Vorschlag offiziell zukommen lassen. Es bedarf einer Zweidrittelmehrheit, um zum Richter gewählt zu werden.
Um einen Richter am obersten Gerichtshof des Amtes zu entheben, bedarf es einem speziellen Verfahren (juicio político), wobei dem Senat wiederum die zentrale Stellung zukommt. Lediglich Missbrauchsfälle können zu einer Amtsenthebung führen.

### Weitere Bundesorgane
Der Defensor del Pueblo de la Nación (wörtl. Verteidiger des Volkes der Nation) übernimmt die Funktionen eines Ombudsmanns und unterstützt die Bürger in der Wahrnehmung ihrer Rechte, insbesondere in Hinblick auf von der Verfassung garantierten Grundrechten und Menschenrechten. Er wird vom Kongress für jeweils fünf Jahre gewählt und muss in beiden Kammern eine Zwei-Drittel-Mehrheit erreichen.
Die Auditoría General de la Nación ist ein unabhängiges Organ, das das Zusammenspiel der staatlichen Institutionen als Ganzes organisiert und darin dem Kongress assistiert. Ihr Präsident wird von der Oppositionspartei mit den meisten Sitzen im Kongress (Abgeordnetenhaus und Senat gemeinsam) ernannt.

### Vertikale Gewaltenteilung
In der vertikalen Gewaltenteilung gibt es drei Ebenen: Bundesstaat (Nación), Teilstaaten (Provinzen und die Autonome Stadt Buenos Aires) und Gemeinden (municipios und comunas). Alle drei Ebenen besitzen eigene Exekutiv- und Legislativorgane, der Bundesstaat und die Teilstaaten einschließlich der Bundeshauptstadt auch eine eigene Judikative.
Das Gemeinderecht wird auf Provinzebene festgelegt und unterscheidet sich dadurch regional beträchtlich. So gibt es beispielsweise Provinzen, in denen die Gemeinden auch administrative Verwaltungseinheiten sind und daher ein klar definiertes Gebiet belegen (Beispiel: Provinz Buenos Aires). In anderen sind die Gemeinden auf die politische Struktur beschränkt, die administrative Einteilung weicht davon ab (Beispiel: Córdoba). Zwischen Municipios und Comunas besteht der Unterschied in der geringeren Größe der comunas, die auch weniger Organe besitzen, dies weicht jedoch ebenfalls von Provinz zu Provinz voneinander ab. Die comunas der Autonomen Stadt Buenos Aires sind keine selbstständigen politischen Einheiten, sondern sind eher mit Nachbarschaftsvertretungen zu vergleichen, das gesamte Stadtgebiet gilt als ein Gemeindegebiet.
Die Departamentos (Unterteilungen der Provinzen) und Pedanías (Unterteilungen der Departamentos) sind im Gegensatz zu den Partidos der Provinz Buenos Aires, die gleichzeitig auch Municipios sind, keine politischen Einheiten und besitzen keine offiziellen Organe, sondern haben nur administrative Bedeutung. Dasselbe gilt für die Regionen, die mehrere Provinzen umfassen.

## Wahlsystem und politische Mitbestimmung
Landesweite Wahlen sind die Präsidentschaftswahlen, die Senatswahlen und die Wahlen zum Repräsentantenhaus, des Weiteren gibt es Wahlen auf Provinz- und Gemeindeebene sowie Formen direkter Demokratie. Die Wahl ist auf allen Ebenen obligatorisch, frei und geheim.

### Präsidentschaftswahlen
Präsident und Vizepräsident werden seit der Verfassungsreform 1994 alle vier Jahre in einer einzigen, landesweiten Wahl direkt vom Volk gewählt. Diese Wahl ist wegen der starken Stellung der Exekutive diejenige, die das bei weitem größte Medienecho erhält. Vor 1994 war die Wahl mit Ausnahme von 1951 und 1973 indirekt und erfolgte über eine Wahlmännerversammlung.
Die Kandidaten treten in sogenannten fórmulas (Formeln), die aus Präsidentschafts- und Vizepräsidentschaftskandidat bestehen, gegeneinander an. Dabei kann es zu zwei Sonderfällen kommen:
- Dass ein Präsidentschaftskandidat sich mit mehreren Vizepräsidentschaftskandidaten in mehreren Formeln präsentiert (was zum letzten Mal 1990 geschah). In diesem Fall werden die Stimmen der verschiedenen Formeln nicht addiert, sondern jede Formel zählt für sich.
- Dass eine Formel für mehrere Parteien antritt. In diesem Fall werden die Stimmen addiert, als handele es sich um eine einzige Partei.

Sieger ist diejenige Formel, die:
- die absolute Mehrheit (mehr als 50 % der gültigen Stimmen) erhält,
- als einzige Formel mehr als 45 % der gültigen Stimmen erhält,
- mehr als 40 % der gültigen Stimmen erhält, wenn der Abstand zur zweitstärksten Formel mehr als 10 Prozentpunkte beträgt.

Erreicht keine der Formeln eines dieser Ziele, so kommt es zu einer Stichwahl zwischen den zwei stärksten Formeln. Verzichtet einer der beiden Bestplatzierten auf die Teilnahme an der Stichwahl, gilt der andere Kandidat als Sieger, wie im Jahr 2003, als Néstor Kirchner wegen Absage von Carlos Menem zum Sieger erklärt wurde.

### Wahlen zu Abgeordnetenkammer und Senat
Die Wahlen zur Abgeordnetenkammer und zum Senat werden nach einem komplizierten Wahlverfahren ausgetragen.
Die Abgeordnetenkammer erneuert alle zwei Jahre jeweils die Hälfte ihrer (derzeit 257) Sitze, gleichzeitig erneuert der Senat ein Drittel seiner 72 Sitze. Dabei ist jeweils die Wahl, deren Jahr mit der Präsidentschaftswahl zusammenfällt, als landesweite Wahl konzipiert, die darauffolgende Wahl wird in allen Provinzen zu unterschiedlichen Zeitpunkten und meist gemeinsam mit den Wahlen zu den Provinzparlamenten ausgetragen.
Im Abgeordnetenhaus steht jeder Provinz nach einem sich nach der jeweiligen Einwohnerzahl richtenden Schlüssel eine bestimmte Anzahl von Sitzen zu, die durch Verhältniswahl nach dem D’Hondt-Verfahren belegt werden. Es gibt zwar keine gesetzliche Sperrklausel, aber in der Praxis muss mit Ausnahme der Provinz Buenos Aires, die derzeit 70 Abgeordnete stellt, eine Partei deutlich über fünf Prozent erreichen, um Abgeordnete stellen zu können. Bei den kleinsten Provinzen, die die minimale Abgeordnetenzahl von fünf aufweisen, liegt diese natürliche Sperrklausel bei 20 Prozent.
Im Senat dagegen hat jede Provinz, unabhängig von ihrer Einwohnerzahl, drei Sitze. Die Belegung der Sitze wird durch eine Sonderform der Mehrheitswahl ermittelt, bei dem die stärkste Partei jeweils zwei, die zweitstärkste einen Sitz belegt. Seit 2001 finden die Senatswahlen in den Provinzen zu unterschiedlichen Zeitpunkten statt, wobei die Provinzen in drei per Losentscheid festgelegte Blöcke aufgeteilt wurden, die jeweils auf ein bestimmtes Wahljahr gelegt wurden.

### Provinz- und Gemeindewahlen
Die Wahlen zur Legislative und Exekutive der Provinzen sind in jeder Provinz unterschiedlich geregelt. So gibt es Provinzen mit einem Einkammernparlament und solche mit einem Zweikammernparlament, und auch das Wahlsystem weist zum Teil eklatante Unterschiede auf. Die Exekutive (Gouverneure und der Bürgermeister von Buenos Aires) werden per Mehrheitswahl ermittelt, es gibt jedoch auch hier Unterschiede, so gibt es in einigen Provinzen bei Ausbleiben einer absoluten Mehrheit im ersten Wahlgang eine Stichwahl, in anderen zählt die relative Mehrheit.
Das System der Wahlen auf Gemeindeebene wird ebenfalls durch die Provinzen festgelegt.

### Andere Formen der politischen Mitbestimmung
Bei der Verfassungsreform von 1994 wurde die repräsentative Demokratie Argentiniens durch die Möglichkeit direktdemokratischer Elemente erweitert. Die wichtigsten bisher realisierten Verfahren sind Volksinitiative, Volksentscheid und Volksbefragung.
Die Volksinitiative wurde per Bundesgesetz 1996 eingeführt. Kann eine bestimmte Forderung die per Unterschrift verbürgte Unterstützung von 1,5 % der Bevölkerung erlangen, so muss sie in die Abgeordnetenkammer eingebracht werden, wo über sie entschieden wird.
Bei der Volksbefragung (consulta popular) kann der Kongress das Volk zu einem Referendum oder Plebiszit einberufen. Während in ersterem Fall (Volksentscheid) das Volk selbst über das Gesetz abstimmt, ist das Plebiszit nicht verpflichtend und dient der Einholung von Meinungen in Bezug auf schon genommene politische Entscheidungen.

### Kritik am Wahlsystem und Reformansätze
Die derzeit gültigen Wahlgesetze schreiben vor, dass jede Partei oder Wahlallianz einen eigenen Stimmzettel druckt, auf dem die eigenen Kandidaten angegeben werden, der Wähler wählt dann in der Wahlkabine den Stimmzettel der von ihm favorisierten Partei. Um die Verfügbarkeit der Stimmzettel zu gewährleisten, darf jede Partei eine Person designieren (den sogenannten fiscal de mesa, etwa: Urnenanwalt), die die Wahlkabinen kontrolliert. Dieses System führte in den letzten Jahrzehnten zunehmend zu Kritik.
Eines der Probleme ist, dass es dadurch möglich ist, dass Wähler in der Wahlkabine Stimmzettel von gegnerischen Parteien stehlen, was beispielsweise bei der Wahl 2007 mehrfach vorkam. Dieser Umstand führt dazu, dass die Parteien zahlreiche Personen bezahlen müssen, um bei jeder Urne diese Widrigkeiten zu kontrollieren, was nur den größten flächendeckend gelingt. Ein zweites Problem ist die Möglichkeit für die Parteien, die Stimmzettel bereits Tage oder Wochen vor der Wahl zu verteilen, was zu klientelistischem Vorgehen („Wählerkauf“ durch kleine Zuwendungen bei Annahme des Stimmzettels, etwa auf Wahlveranstaltungen) und der Benutzung der Stimmzettel als Propagandamaterial führt. Auch gibt es Verzerrungen, da bei Wahlen, die parallel stattfinden (was fast immer geschieht) es bisher erlaubt und üblich ist, dass die Parteien alle Kandidaten für alle Wahlen auf einen Zettel drucken, der dann vom Wähler, falls er das Mischen von Kandidaten wünscht, auseinandergeschnitten werden muss, was nur selten passiert.
Zur Lösung der Probleme gibt es verschiedene Initiativen auf Landes- und Provinzebene, die die Ersetzung der Parteien-Stimmzettel durch einen einzigen Stimmzettel nach europäischem Vorbild fordern. So wurde von den Oppositionsparteien UCR und ARI im April 2008 ein derartiger Gesetzesentwurf in den Senat eingereicht, die Provinzen Córdoba und Santa Fe wenden ab 2011 bei den Provinzwahlen das System eines einzelnen Stimmzettels an. Des Weiteren gibt es Versuche mit Wahlcomputern in einzelnen Gemeinden.
Ein weiterer Kritikpunkt ist die fehlende Transparenz bei den Vorwahlen der Parteien. Seit den 1990er Jahren wurde daraufhin in einigen Provinzen das sogenannte Ley de Lemas (eine Form der Listenverbindung) eingeführt, das es erlaubt, mehrere Kandidaten pro Partei bei den Wahlen mit eigenen Listen antreten zu lassen, die Wählerstimmen für jede Liste werden dabei addiert. Dieses System wird jedoch ebenfalls kritisiert, beispielsweise von der Bürgerinitiative Reforma Política para la República, die eine umfassende Reform fordert, dieses System jedoch als für den Wähler verwirrend bezeichnete. Die Provinz Santa Fe schaffte im Jahr 2004 diese Wahlvariante ab und ersetzte es durch offene Vorwahlen, bei denen alle Wahlberechtigten unabhängig von der Parteizugehörigkeit die Kandidaten jeder Partei bestimmen. Dieses System wurde 2011 auch vom Bundesstaat für die Präsidentschaftswahlen übernommen.

## Wichtige politische Strömungen
Die argentinische Politik wurde in ihrer Geschichte von sehr unterschiedlichen politischen Strömungen geprägt. Dabei gab es oftmals Konflikte zwischen zwei antagonistischen Positionen, die bestimmte Epochen der politischen Geschichte des Landes prägten. Die Bewegungen sind chronologisch nach ihrem ersten für die argentinische Geschichte bedeutsamen Auftreten geordnet.

### Die kreolische Unabhängigkeitsbewegung
Den Anfang eines genuinen politischen Lebens sieht die Geschichtswissenschaft meist im Vizekönigreich des Río de la Plata gegen Ende des 18. Jahrhunderts, als von der amerikanischen Unabhängigkeitsbewegung und der Französischen Revolution beeinflusste autonomistische Ideologien zum ersten Mal Rückhalt im Bürgertum von Buenos Aires fanden. Diese Ideen, die nach den englischen Invasionen 1806 und 1807 immer populärer wurden, führten ausgelöst von der Lage in Europa in der Regierungszeit von Santiago Liniers zu ersten Spannungen im Stadtrat von Buenos Aires, dem Cabildo, der in der kurzen englischen Besatzungszeit die Regierungsgewalt innehatte und sich danach als mächtiges Organ im Vizekönigreich etablieren konnte.
Auch Liniers’ Nachfolger Baltasar de Cisneros konnte diese Entwicklung nicht mehr aufhalten, so dass in der Mairevolution 1810 zum ersten Mal eine autonome Regierung ausgerufen wurde. Diese stieß jedoch zunächst auf heftigen Widerstand in den anderen Provinzen, so dass sich die Regierungsjunta ihre Autorität militärisch erkämpfen musste. Erst nach Ende der Unabhängigkeitskriege (1823) war dieser erste politische Konflikt beigelegt.
Kurzzeitig gab es zwischen 1810 und 1820 auch Konflikte zwischen Monarchisten und Republikanern, wobei die republikanische Seite jedoch klar die Oberhand behielt. Eine monarchistische Staatsform wurde nur im Vorfeld des Kongresses von Tucumán 1816 ernsthaft diskutiert, aber mehrheitlich abgelehnt.

### Unitarier und Föderalisten
Die Epoche zwischen der Unabhängigkeit 1816 und der Vereinigung der Argentinischen Republik 1860 wurde vom Konflikt zwischen den Unitariern, die einen straff organisierten Zentralstaat favorisierten, und den Föderalisten, die die Autonomie der Provinzen bewahren wollten, geprägt. Ursprung des Konfliktes war das Quasi-Monopol der Provinz Buenos Aires auf den Außenhandel, das in den anderen Landesteilen zahlreiche Abhängigkeiten erzeugte, besonders durch Exportsteuern, die auf Waren aus dem Inland erhoben wurden, nur Buenos Aires selbst zugutekamen und so nach und nach ein Entwicklungsgefälle erzeugten.
Dies stieß auf Widerstand der Vertreter der Interessen der Viehzüchter und Handwerksbetriebe des Inlandes, die dadurch ihre Entwicklungsmöglichkeiten beschränkt sahen und dieses Monopol daher anfechteten. Durch eine föderalistische Verfassung, so deren Argumentation, sollte die gerechtere Verteilung dieser Einnahmen gewährleistet werden. Dem hielten die Unitarier die Auffassung entgegen, dass wegen der geringen Einwohnerzahl und Bevölkerungsdichte nur durch einen straffen Zentralstaat ein stabiles Staatsgebilde möglich sei. Die Unitarier setzten sich größtenteils aus Vertretern des Bürgertums und des städtischen Handels zusammen.
Bereits 1817, noch vor Ende der Unabhängigkeitskriege, war der Konflikt ausgebrochen, als der neugegründete Nationalkongress zunächst ein unitarisches vorläufiges Grundgesetz, das Reglamento Provisorio, verabschiedet hatte. 1819 wurde eine unitarische Verfassung verabschiedet, was zu Revolten in den föderalistisch dominierten Landesteilen führten, die das noch lose Gebilde Provincias Unidas del Río de la Plata in den Bürgerkrieg stürzten. Eine kurzzeitige Einigung des Landes 1826 unter dem Unitarier Bernardino Rivadavia, der eigens das Amt des Präsidenten schuf und dieses auch als erster bekleidete, scheiterte nicht nur infolge der Differenzen mit den Föderalisten, sondern auch wegen außenpolitischen Misserfolgen im Streit um die Banda Oriental (heutiges Uruguay) mit Brasilien, weshalb er bereits nach einem Jahr zurücktrat und sein Nachfolger Vicente López y Planes das Projekt eines zentralistischen Staates wieder aufgab und das Amt des Präsidenten wieder abschaffte.
Der Föderalist Juan Manuel de Rosas, der 1829–1832 und dann ab 1833 das Amt des Gouverneurs von Buenos Aires innehatte, konnte durch einen gemäßigt-föderalistischen Kurs gepaart mit einer Vormachtstellung der Provinz Buenos Aires, begleitet von harten staatsterroristischen Repressionen gegen die Opposition, eine gewisse Stabilität erreichen, das Land aber nicht einigen. Als 1853 Rosas gestürzt wurde und unter der Leitung von Justo José de Urquiza die noch heute gültige föderalistische, liberale und republikanische Verfassung Argentiniens verabschiedet worden war, spaltete sich Buenos Aires, das von Bartolomé Mitre regiert wurde, zunächst aus Protest ab.
Nach der Niederlage bei der Schlacht von Cepeda (1859) schloss sich die Provinz Buenos Aires wieder formell dem Staatenbund an. Der Konflikt wurde jedoch erst mit der Schlacht von Pavón 1861 und nachfolgenden Eroberungen fast aller Provinzen durch die Unitarier 1862 beigelegt, bei dem diese Urquiza besiegen konnten. Mit diesem Sieg konnten sie ihren politischen Einfluss in der wiedervereinigten Republik sichern, die Verlegung der Hauptstadt von Paraná nach Buenos Aires erzwingen sowie die Verfassung in einigen entscheidenden Punkten ändern. Mitre wurde 1862 zum Präsidenten gewählt.

### Die konservativ-liberale Bewegung
Seit dem späten 19. Jahrhundert existiert eine einflussreiche konservativ-liberale Bewegung in Argentinien, die nur in ihrer Anfangszeit einer Partei, dem Partido Autonomista Nacional, zugeordnet werden kann und sich später insbesondere in Form von Militärdiktaturen äußerte.
Eng verbunden ist diese Bewegung mit dem modelo agroexportador, einem orthodox-liberalen Wirtschaftsmodell, das besonders auf den Export von Rohstoffen ausgerichtet war. Traditionell vertritt die Bewegung die Interessen der Großgrundbesitzer.

#### Partido Autonomista Nacional
Der Partido Autonomista Nacional (PAN) war eine oligarchisch orientierte konservative und marktliberale Partei, die zwischen ihrer Gründung 1874 und 1916 ununterbrochen die Präsidentschaft belegte und die Grundlagen für das exportorientierte Wirtschaftsmodell in dieser Zeit legte.
Nach der effektiven Wiedereingliederung der Provinz Buenos Aires in die Argentinische Republik spaltete sich 1862 der Partido Autonomista von Partido Unitario ab. Unter der Leitung von Adolfo Alsina sammelte es die radikalen politischen Kräfte der Unitarier, die die Einbindung der Provinz in einen Bundesstaat ablehnten. Nicolás Avellaneda, Bildungsminister unter Präsident Sarmiento und Kandidat für dessen Nachfolge, gelang es im Laufe der 1860er und beginnenden 1870er Jahre, die gemäßigten Unitarier um Mitre mit den Föderalisten um Urquiza im Partido Nacional zu einigen. Bei der Präsidentschaftswahl 1874 entschloss sich Alsina, seine Ambitionen angesichts der Übermacht der Gegenseite aufzugeben und schloss sich der Kandidatur Avellanedas an, um seinen Einfluss zu behalten. Die beiden Parteien fusionierten so zum Partido Autonomista Nacional.
In der Regierungszeit vertiefte der PAN das liberalkonservative Wirtschaftsmodell, das bereits von den Unitariern um Mitre eingeführt worden war. Er förderte die Exporte und den freien Handel sowie die Einwanderung über die sogenannte Ley Avellaneda, die Neubürgern zahlreiche Erleichterungen bei der Einführung in den Arbeitsmarkt bot. Politisch wurde jedoch ein straff autoritärer Kurs verfolgt, in dem durch Manipulation der Wahlen anderen politischen Gruppierungen und später auch den meist oppositionellen Einwanderern selbst, die von europäischen politischen Idealen wie Sozialismus und Anarchismus beeinflusst politische Vereine und erste Gewerkschaften gründeten, die Mitbestimmung und der Einzug in die Parlamente verweigert wurde. Diese Mechanismen wurden mit dem Schlagwort máquina electoral (Wahlmaschine) bedacht und riefen um 1890 erste Proteste hervor.
Die wachsende Opposition durch die Unión Cívica Radical führte schließlich zum Ergreifen der Macht durch eine liberalere Strömung im PAN, rund um Roque Sáenz Peña. Ab 1905 hatte sich das konservative Lager zudem aufgesplittert. Sáenz Peña wurde, unterstützt von den Konservativen, 1910 zum Präsidenten gewählt und führte weitreichende Liberalisierungen und 1912 schließlich das freie Wahlrecht ein. Dieses wurde dem PAN letztendlich zum Verhängnis, da es zuerst zu seiner vollständigen Zersplitterung in das Partido Conservador und das Partido Demócrata Progresista und 1916 zum Machtwechsel hin zur UCR führte. Die beiden konservativen Parteien konnten die Dominanz der UCR bis 1930 nicht brechen, unterstützten jedoch den Putsch gegen Hipólito Yrigoyen 1930.

#### Ausprägungen ab 1930
Mit der Militärdiktatur 1930 bis 1932 durch José Félix Uriburu gelangten die Konservativen an die Macht zurück. 1931 wurde im Milieu des Partido Conservador der Partido Demócrata Nacional (PDN) gegründet, der gemeinsam mit der UCR-Abspaltung Unión Cívica Radical Antipersonalista und der konservativen Abspaltung der Sozialisten, des Partido Socialista Independiente die sogenannte Concordancia bildete, ein politisches Kartell, in dem die Macht bis 1943 verblieb. Diese Zeit ging wegen der zahlreichen antidemokratischen Skandale (insbesondere Wahlbetrug) als década infame (berüchtigtes Jahrzehnt) in die argentinische Geschichte ein.
In der ersten peronistischen Ära betrieb die Bewegung Opposition zu Perón und war maßgeblich am Putsch 1955 beteiligt, der zu einer erneuten Militärdiktatur und zum Verbot der Peronisten (siehe Abschnitt Peronismus weiter unten) führte. Dennoch konnte keine der Nachfolgeparteien der PDN in den nachfolgenden Wahlen an Einfluss gewinnen. Erst mit dem Militärputsch 1966, der Revolución Argentina, gelangte sie wieder an die Macht. Auch der so genannte Prozess der Nationalen Reorganisation, die Militärdiktatur zwischen 1976 und 1983, ist der konservativ-liberalen Strömung zuzurechnen, was sich insbesondere in den orthodox-liberalen Anti-Inflationsmaßnahmen dieser Zeit äußerte.
Nach 1983 blieben die Parteien der Bewegung lange bedeutungslos, auch wenn in der Regierungszeit des Peronisten Carlos Menem Elemente des agro-exportierenden Modells wieder übernommen wurden und dieser auch von der Unión del Centro Democrático unterstützt wurde. Der rechtskonservative Teil sammelte sich im Movimiento por la Dignidad y la Independencia (MODIN), dem in den 90er Jahren einige Achtungserfolge gelangen und das 2011 in der nationalistischen Partei Partido del Campo Popular aufging.
Die wirtschaftsliberale Partei Recrear para el Crecimiento (ab 2003) ist eine Abspaltung der UCR. Recrear und die konservative Compromiso para el Cambio bildeten 2005 die Wahlallianz Propuesta Republicana (PRO), der es 2007 gelang, mit der Autonomen Stadt Buenos Aires in einem der Teilstaaten die Regierung zu stellen. 2010 fusionierten CPC und Recrear unter demselben Namen zu einer regulären Partei. Die PRO stellte von 2015 bis 2019 mit Mauricio Macri den Präsidenten der Nation.

### Radikalismus (UCR)
Die älteste heute noch existierende Volkspartei Argentiniens ist die Unión Cívica Radical (UCR), die mehrmals in der Geschichte die Macht übernehmen konnte. Sie stellte in den Wahlperioden 1916–1930, zwischen 1958 und 1966 (mit Unterbrechung), 1983–1989 und 1999–2001 den Präsidenten. Heute ist die Partei in mehrere Wahlallianzen integriert, nur in wenigen Provinzen, besonders in ihrer Hochburg Córdoba, tritt sie geschlossen und unter dem eigenen Parteinamen auf.
Ihr inhaltliches Profil, das in Argentinien als Radikalismus (radicalismo) bezeichnet wird, enthält sozialdemokratische (sie ist Mitglied in der Sozialistischen Internationale), konservative und föderalistische Elemente und orientiert sich an der Mittelschicht, welche traditionell ihre größte Wählerklientel darstellt. Ab der Redemokratisierung 1983 erweiterte die Partei ihr Programm auch auf die Arbeiterklasse, was zum Wahlerfolg von Raúl Alfonsín 1983 beitrug.
Der Erfolg dieser Partei ist neben dem Peronismus einer der Gründe, weshalb es in Argentinien keine Polarisierung zwischen rechts und links gibt. Im ab 1945 de facto existierenden Zweiparteiensystem mit dem Peronismus gab es daher keine Einigkeit, welche dieser Parteien die Rechte oder Linke repräsentiert.
Nennenswerte Abspaltungen der UCR sind der Partido Intransigente, der 1958 unter dem Namen UCR Intransigente gegründet wurde und mit Arturo Frondizi den Präsidenten 1958–62 stellte. Neuere Abspaltungen sind die sozialdemokratische Coalición Cívica ARI (ab 2002) und die konservativ-liberale Recrear para el Crecimiento (ab 2003, 2010 in der Partei PRO aufgegangen), die beide in einigen Regionen zeitweise mehr Einfluss als die Mutterpartei besaßen, mit dieser jedoch häufig Allianzen bildeten. Bei der Präsidentschaftswahl 2015 ging die UCR gemeinsam mit der ARI und der Propuesta Republicana die Wahlallianz Cambiemos ein. Nach deren Sieg war sie bis 2019 an der Regierung unter Mauricio Macri beteiligt.

### Sozialismus und Anarchismus
Die sozialistische Strömung bildete sich in den letzten drei Jahrzehnten des 19. Jahrhunderts. Sie wurde von europäischen Einwanderern verschiedener Nationalitäten ins Land eingeführt, die Arbeitervereine, Gewerkschaften und 1896 die erste sozialistische Partei Partido Socialista gründeten.
Trotz des anfänglichen Rückhaltes in der Arbeiterschaft konnte sich in Argentinien bisher keine starke sozialistische Bewegung etablieren. Einmal deckte der Radikalismus der UCR einige der sozialistischen Positionen ab. Wichtiger war jedoch der Erfolg des Peronismus, der sich ab der ersten Regierungszeit Juan Peróns (1946–51) zur einflussreichsten Strömung in den Gewerkschaften und der Arbeiterbewegung entwickelte, aber strikt antikommunistisch eingestellt war. Der Partido Socialista blieb lange eine bedeutungslose Kleinpartei und entwickelte sich im Laufe des 20. Jahrhunderts in Richtung Sozialdemokratie. Zur wichtigsten Hochburg wurde ab den 1990er Jahren die Stadt Rosario, wo sie 1995 den Bürgermeisterposten gewinnen konnte, 2007 gelang ihr der Gewinn des Gouverneurspostens der Provinz Santa Fe. Zahlreiche Parteien haben sich seit 1917 vom PS abgespalten, die zum Teil deutlich radikalere Richtungen des Sozialismus vertreten, etwa Trotzkismus und Maoismus. Sie sind jedoch sowohl auf Landes- als auch Provinzebene weitgehend bedeutungslos.
Ab den 1990er Jahren konnten auch andere sozialdemokratische Parteien Erfolge verbuchen. Dazu gehört die Frente Grande, die in der Wahlallianz Frente País Solidario 1995 bei den Präsidentschaftswahlen den zweiten Platz erreichte und ab 1999 mit der UCR eine Koalitionsregierung bildete. Sie wurde jedoch nach der Argentinien-Krise bedeutungslos. Als sozialdemokratische Abspaltung der UCR konnte sich dagegen die Afirmación para una República Igualitaria (ARI) ab 2003 in der Parteienlandschaft etablieren.
Die einflussreichste anarchistische Organisation war die 1901 gegründete Gewerkschaft Federación Obrera Regional Argentina (FORA), die bis in die 1930er Jahre die Arbeiterbewegung bestimmte. Ab 1915 spalteten sich jedoch pluralistische Strömungen von der FORA ab, die später die weitgehend politisch neutrale Confederación General del Trabajo (CGT) mitbegründeten, und ab 1930 hatte der anarchistische Flügel seine Bedeutung weitgehend eingebüßt.

### Peronismus
Die peronistische Bewegung, heute gemeinsam mit dem Radikalismus und seinen Abspaltungen die einflussreichste Strömung Argentiniens, geht auf Juan Perón zurück, der zwischen 1946 und 1955 sowie zwischen 1973 und 1974 Präsident war. Ihr Pfeiler ist die Partido Justicialista (PJ, auf Deutsch meist peronistische Partei genannt), die von Perón als Nachfolgerin der sozialdemokratisch orientierten Arbeiterpartei Partido Laborista begründet wurde. Die PJ stellte das Präsidentenamt in den Wahlperioden 1946–1955, 1973–1976, 1989–1999, 2002–2015 und seit 2019, sie wurde im Laufe der Jahre zweimal verboten (1955–63 und 1966–73).
Das Profil der Partei wechselte innerhalb der Zeit stark, sie war personalistisch stark auf die Figur Peróns selbst zentriert. So strebte sie in ihrer Anfangszeit ein wirtschaftlich und außenpolitisch unabhängiges, gemäßigt nationalistisches Argentinien an, nahm Ideen der Bewegung für einen Dritten Weg zwischen Sozialismus und Kapitalismus auf und war vor allem auf die Arbeiterklasse und das Unternehmertum ausgerichtet, ihr politischer Gegner war der Landwirtschaftssektor. Dies änderte sich jedoch bereits bei Peróns dritter Präsidentschaft 1973–74, in der ihre Regierung stark konservativ geprägt war.
Ab der Suspendierung der Parteiaktivitäten während der Argentinischen Militärdiktatur 1976 kristallisierten sich die sogenannten Neoperonisten heraus, die die Partei für neue Ideologien wie Liberalismus und Sozialdemokratie öffneten. 1989 kam mit Carlos Menem erstmals ein Neoperonist an die Macht. Auch die ehemalige Präsidentin Cristina Fernández de Kirchner ist dieser Richtung zuzuschreiben, die ideologisch nicht einheitlich ist. So bestehen zwischen dem sozialdemokratisch orientierten Frente para la Victoria von Néstor und Cristina Fernández de Kirchner sowie dem seit 2019 regierenden Frente de Todos starke Differenzen zur konservativen Gruppe um Menem und Adolfo Rodríguez Saá, aber auch zum liberalen Flügel um José Manuel de la Sota.
Als Abspaltung der Peronisten war in den 1990er Jahren zeitweise die zur Gruppe um Menem dissidente Partei Nueva Dirigencia von Bedeutung, die aber nie Schlüsselpositionen der argentinischen Politik besetzen konnte und ab 2001 wieder in der Bedeutungslosigkeit versank.

## Politische Parteien
Argentinien wurde lange Zeit von den zwei traditionellen Volksparteien Unión Cívica Radical (UCR) und Partido Justicialista (PJ) geprägt, die sich in den demokratischen Zeiten seit 1916 an der Macht abwechseln. In jüngster Zeit haben beide an Einfluss verloren und sich in verschiedene Flügel und Parteien aufgespalten.
Eine weitere typische Eigenschaft der argentinischen Parteienlandschaft ist die Neigung zu Regionalparteien und -allianzen. Dies wird durch die unbeschränkte Zulassung von Listenverbindungen auf allen Ebenen möglich gemacht.

### Parteiengesetz
Nach dem argentinischen Parteiengesetz gibt es zwei Arten von Parteien: nationale Parteien und Distriktparteien. Nationale Parteien müssen in mindestens fünf Distrikten (dazu zählen die Provinzen und die Autonome Stadt Buenos Aires) anerkannt sein. Die Liste der anerkannten Parteien wird von der Wahlrechtskammer der Bundesjustiz jährlich aktualisiert, nur Parteien in dieser Liste dürfen an Wahlen teilnehmen.
Um als Partei in einem Distrikt anerkannt zu werden, muss die Partei (seit der letzten Reform des Parteiengesetzes im Jahr 2009) nachweislich eine Mitgliederzahl aufweisen, die mehr als 4 Promille der Wahlberechtigten im jeweiligen Distrikt oder alternativ 4.000 Personen in Distrikten mit mehr als 1.000.000 Einwohnern beträgt. Neue Parteien haben nach ihrer Registrierung bei den Wahlbehörden 150 Tage Zeit, diese Zahl nachzuweisen.
Die Parteieigenschaft wird unter anderem aberkannt, wenn die Mitgliederzahl unter diesen Wert fällt, wenn die Partei an den letzten beiden allgemeinen Wahlen im jeweiligen Distrikt entweder ein Ergebnis von weniger als 2 Prozent der Zahl der Wahlberechtigten erhalten hat oder nicht teilnimmt, oder wenn über mehr als vier Jahre hinweg keine internen Wahlen in der Partei stattgefunden haben. Die Mitgliedschaft (afiliación) in Parteien ist grundsätzlich kostenlos, weshalb die Parteien auch zum Teil sehr hohe Mitgliederzahlen aufweisen (so hat die Peronistische Partei mehr als 3 Millionen Mitglieder). Die Mitgliedschaft in mehr als einer Partei ist nicht möglich.
Mittel für Wahlkämpfe werden zu 50 % gleichmäßig an die teilnehmenden Parteien einer Wahl ausgeschüttet, zu 50 % wurde ein Betrag je nach dem Stimmenanteil bei der letzten Wahl gezahlt. Weiterhin dürfen alle Parteien nach einer festgelegten Quote kostenlos Wahlwerbung im Rundfunk (Hörfunk und Fernsehen) senden.
Parteispenden von juristischen Personen sind seit 2009 verboten.
Die Parteien haben zwei Möglichkeiten untereinander zu kooperieren: Sie können zum einen Wahlallianzen  bilden, die nur für eine Wahl gültig sind und an denen bei landesweiten Wahlen mindestens eine landesweit aktive Partei teilnehmen muss. Die Wahlallianzen stellen für die jeweilige Wahl gemeinsame Kandidaten auf (Listenvereinigungen). Zum anderen können sie dauerhafte Allianzen, sogenannte Konföderationen eingehen, die gültig sind, bis sie sich auflösen oder ihre Teilnehmer die Parteieigenschaft verlieren. Diese Konföderationen stellen dauerhaft gemeinsame Kandidatenlisten auf.

### Politische Konstellation nach der Argentinien-Krise
Seit der Argentinien-Krise 2001/02 hat sich die politische Konstellation deutlich geändert. Die bis zu diesem Zeitpunkt die Landespolitik dominierenden Volksparteien UCR und PJ spalteten sich nach dieser Krise. Daher stimmen die Hauptblöcke nicht mehr mit den Parteigrenzen überein, sondern werden von Wahlallianzen eingenommen. Der argentinische Soziologe Roberto Bacman kam in einer Studie für das Meinungsforschungsinstitut CEOP 2007 zu dem Schluss, dass der Grund für diese Zersplitterung in dem Scheitern der Dollarparität 2001 liege, die als „sozialer Vertrag“ die politischen Lager in den 1990er Jahren stabilisiert habe und sowohl von PJ als auch UCR als Dogma vertreten worden sei. Nach dem Scheitern dieser Politik in der Argentinien-Krise seien keine Identifikationspunkte mehr mit den wirtschaftlichen und politischen Modellen der Parteien vorhanden gewesen, was zum Verfall der traditionellen Wählerblöcke insbesondere bei der Präsidentschaftswahl 2003 geführt habe. Seit 2005 sei tendenziell eine erneute Stabilisierung erkennbar.
Die von 2003 bis 2015 regierende Frente para la Victoria (Front für den Sieg, abgekürzt FPV oder FV), ursprünglich eine reine Interessengemeinschaft innerhalb der PJ, hat sich seit 2003 zu einer von zahlreichen Regional- und Kleinparteien mitgetragenen Mitte-links-Allianz entwickelt, der neben dem Großteil der PJ selbst auch einige Mitglieder der UCR (unter anderem der ehemalige Vizepräsident der Regierung Fernández Julio Cobos) angehören. Programmatisch steht sie der Sozialdemokratie nahe, in der Wirtschaftspolitik werden neokeynesianistische Ansätze favorisiert. Wegen der Dominanz des Ehepaars Kirchner wird sie auch oft umgangssprachlich als Kirchnerismo tituliert. Zwischen der Übernahme des Vorsitzes der PJ im April 2008 durch Néstor Kirchner und dessen Tod 2010 trat vorübergehend eine Stabilisierung der PJ hinter dem Programm des FPV ein.
Der größte Oppositionsblock wird von der UCR, dem Partido Socialista, der Mitte-links-Partei Generación para un Encuentro Nacional (GEN) und der verbündeten Allianz Coalición Cívica (CC) eingenommen, der hauptsächlich die UCR-Abspaltung Unión por Todos sowie die sozialdemokratische Afirmación para una República Igualitaria (ARI) angehören. Die Gruppe trat zu den Wahlen 2009 unter dem Namen Acuerdo Cívico y Social (ACyS) an. Auch sie ist dem Mitte-links-Sektor zuzurechnen, sie unterscheidet sich vom FV jedoch durch eine größere Ausrichtung auf die städtische Mittelschicht sowie durch eine agrarfreundlichere Politik. 2010 stieg die Coalición Cívica aus dem ACyS aus. 2015 unterstützte die CC-ARI über das Wahlbündnis Cambiemos die siegreiche Propuesta Republicana des gewählten Präsidenten Mauricio Macri und übernahm damit auch Regierungsverantwortung.
Ein zweiter bedeutender Oppositionsblock ist die seit 2008 unter dem Namen Peronismo Federal (Föderalistischer Peronismus) auftretende konservativ-liberale Gruppe der Peronisten, der sich deutlich vom Frente para la Victoria distanziert hat und in wechselnden Allianzen bei Wahlen antritt. Die Bezeichnung Menemismo für diesen Block (nach dem bis 2003 die Gruppe dominierenden Carlos Menem) ist mittlerweile weniger geläufig, da sich neue Führungspersönlichkeiten herausgebildet haben.
Eine weitere bedeutende Kraft im konservativen Spektrum ist die Propuesta Republicana (abgekürzt PRO), die zu Beginn vor allem in der Stadt Buenos Aires stark war. Sie kooperiert (neben einigen konservativen Regionalparteien) seit 2009 mit dem Peronismo Federal (unter dem Kürzel Unión-Pro), wodurch sie ihren Einfluss auch auf andere Provinzen ausweiten konnte. Im Wahlbündnis Cambiemos gewann die PRO unter Mauricio Macri die Präsidentschaftswahlen 2015 und stellte damit bis 2019 den Präsidenten Argentiniens.
Die sozialistische Linke ist seit der wenig erfolgreichen Regierungsbeteiligung des Frente País Solidario 1999–2001 stark zersplittert, einige der Parteien gehören inzwischen einem der Blocks Frente para la Victoria oder der Coalición Cívica an. Unabhängig blieben dennoch zahlreiche Kleinparteien, die eine aktive außerparlamentarische Opposition mit Demonstrationen betreiben, jedoch auf parlamentarischer Ebene unbedeutend sind. Zeitweise erfolgreich war die aus dem Partido Socialista Auténtico hervorgegangene gemäßigt linke Allianz Proyecto Sur, die seit 2009 zu den stärkeren Gruppierungen in der Stadt Buenos Aires zählt und mit einigen Sitzen für Buenos Aires im Nationalkongress vertreten ist. Auf Landesebene ist sie jedoch nicht als Partei aktiv.
Für die Präsidentschaftswahl 2015 formierte sich die Wahlallianz Cambiemos aus mehreren Parteien. Hauptsächlich wurde sie getragen durch die Unión Cívica Radical, die Coalición Cívica ARI und die Propuesta Republicana. Aus letzterer wurde bei internen Wahlen der Präsidentschaftskandidat Mauricio Macri gewählt, der schließlich auch die Präsidentschaftswahlen gewann. Sie gilt als neoliberal bzw. konservativ.
2019 wurde Macri abgewählt und die peronistische Wahlformel Alberto Fernández (Präsident) und Cristina Fernández de Kirchner von der Frente de Todos übernahmen die Regierungsgeschäfte.